# Francisco Aizcorbe
Francisco Aizcorbe Oriol (Cervera, 1888-Barcelona, 1967) fue un abogado y periodista español.

## Biografía
Era hijo de Pedro Aizcorbe y de Rosa Oriol Masés. Desde joven militó en el carlismo. Entre 1905 y 1915 fue colaborador del semanario tradicionalista de Vich Ausetania con los seudónimos de Ben-Hur y Espigoler.
Estudió Derecho en la Universidad de Barcelona y fue redactor de El Correo Catalán, desde donde hizo campañas de gran repercusión ciudadana. En 1915 publicó en este diario crónicas de la Primera Guerra Mundial con el seudónimo Amador de España.
En noviembre de 1917 Aizcorbe participó en el Congreso de Jóvenes tradicionalistas catalanes en el Círculo Tradicionalista de Barcelona junto con Vicente Carbó, Juan Bautista Roca, Ángel Marqués, Pedro Roma, Bernardino Ramonell y José Bru. Este congreso, organizado con el propósito de reorganizar el tradicionalismo catalán y revisar su programa, fue criticado por los periódicos afectos a Vázquez de Mella como El Norte de Gerona, que acusó al congreso de hacer manejos para favorecer la alianza con la Liga Regionalista y romper la unidad del partido, un año antes de que fueran los dirigentes mellistas quienes finalmente se separasen.
En octubre de 1919 participó en la fundación de los Sindicatos Libres en una reunión celebrada al Ateneo Obrero Legitimista de la calle de la Tapinería, y Aizcorbe fue quien redactó los estatutos. Entre 1921 y 1922 formó parte de la redacción del Diario de Barcelona.
En 1922 fue, junto con Ramón Bassols, uno de los principales promotores en Cataluña del Partido Social Popular liderado por Ángel Ossorio y Gallardo, del que formaban parte antiguos carlistas, mauristas y demócrata-cristianos.
Después de la guerra civil española, perteneció al Cuerpo Jurídico-Militar como oficial segundo honorífico, y en el Juzgado Militar de Igualada elaboró expedientes contra desafectos al régimen de Franco cómo Ramón de Abadal y de Vinyals, Ramón de Abadal y Calderó o Mariano Rubió y Tudurí, entre otros.
En 1950 solicitó que el Estado español le reconociese el título de marqués de Zugarramurdi, otorgado por Carlos de Borbón y Austria-Este al general carlista Antonio de Lizárraga.
Fue accionista de Fomento de la Prensa Tradicionalista, S.A. (empresa que editaba El Correo Catalán) y uno de los socios fundadores de la Asociación de la Prensa y de la sociedad "Amigos de la Ciudad", de la que fue secretario de honor. En el momento de su muerte era director de la revista Barcelona.
Se casó con Benita Bausili, con la que tuvo varios hijos: Benita, Inmaculada, Francisco, Atanasio y José María Aizcorbe Bausili. Francisco Aizcorbe Bausili, agente de cambio y bolsa, perteneció durante los años 60 al consejo de administración de El Correo Catalán y fue quien en 1974 adquirió la mayoría de las acciones del diario en nombre de Jordi Pujol.